# Karl von den Steinen

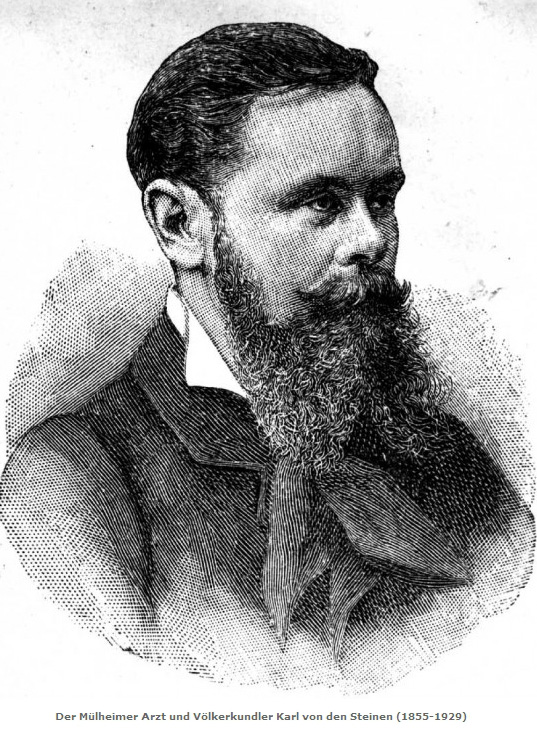
Karl von den Steinen (1855–1929)

Karl von den Steinen (* 7. März 1855 in Mülheim an der Ruhr; † 4. November 1929 in Kronberg im Taunus) war ein deutscher Mediziner (mit Schwerpunkt Psychiatrie), Ethnologe, Forschungsreisender, Amerikanist und Schriftsteller wichtiger ethnologischer Werke, der sich besonders um die Erforschung der Indianerkulturen Zentral-Brasiliens und die Kunst der Marquesaner verdient gemacht hat. Er legte die dauerhaften Grundlagen zur brasilianischen Ethnologie.

## Leben
Am 31. Juli 1872 verließ er in Düsseldorf das Gymnasium mit Gen.zgn. und studierte Medizin mit Schwerpunkt Psychiatrie an den Universitäten von Zürich, Bonn und Straßburg. Von 1878 bis 1879 war er Assistenz-Irrenarzt an der Irrenklinik der Berliner Charité. Er forschte zudem in Anstalten anderer europäischer Länder. Von 1879 bis 1881 reiste Karl von den Steinen um die Welt und führte kleine ethnologischen Forschungsreisen zu verschiedenen Südseeinseln durch, bei denen er ethnologische Studien an mehreren Gruppen durchführte. Nebenbei studierte er das Irrenwesen in den Kulturstaaten. Nach seiner Rückkehr von dieser Weltreise nahm Karl von den Steinen seine frühere Stellung an der Berliner Charité wieder an. Von 1882 bis 1883 nahm er an der ersten deutschen Internationalen Polarjahr-Expedition nach Südgeorgien als Arzt und Naturforscher teil, auf der er den sehr seltenen Venustransit beobachten konnte. Auf der Rückreise der Expedition im Februar 1884 trennte er sich mit Otto Clauss (1858–1929) von dieser und begab sich mit seinem Vetter, dem Maler und Graphiker Wilhelm von den Steinen (1859–1934), auf eine Forschungsreise von Buenos Aires über Cuiabá zum Quellgebiet des Batovi-Flusses. Die Gesellschaft für Erdkunde zu Berlin verlieh ihm und Clauss dafür 1886 jeweils die silberne Carl-Ritter-Medaille. Im Jahr 1886 schrieb er sein Werk Durch Central-Brasilien – Expedition zur Erforschung des Schingú. Nach dieser ersten Xingu-Expedition führte er eine zweite Xingu-Expedition (1887 bis 1888) mit dem Berliner Anthropologen und Ethnologen Paul Ehrenreich durch.
Im Frühjahr 1890 übernahm er die Redaktion des „Ausland“. Am 29. Oktober 1890 wurde Karl von den Steinen an der Universität Marburg für Völkerkunde umhabilitiert und erhielt somit die Lehrberechtigung für das Fach Völkerkunde. Ein Jahr später wurde ihm der Professorentitel verliehen und war somit Ordentlicher Professor an einer Universität, die als zweite Universität in Deutschland mit einem Professor das neue Fach Völkerkunde lehrte. 1893, zwei Jahre nach Beginn seiner Lehrtätigkeit verließ er jedoch, aufgrund einer fehlenden völkerkundlichen Sammlung, bereits wieder die Universität in Marburg und kehrte nach Berlin zurück.
Hierzu schrieb er folgendes Begründungsschreiben „Steinen an das Königliche Curatorium der Philipps-Universität, 3. März 1892“ (aus den Akten des Hessischen Staatsarchivs Marburg: Akten betreffend die Privatdozenten an der Universität Marburg, Vol. III 1884–1898)

„Dem Königlichen Curatorium der Universität Marburg beehre ich mich hiermit ganz ergebenst meinen Austritt aus dem akademischen Lehrkörper anzuzeigen. Ich habe einen Fehler begangen, indem ich mich habilitierte. Wie ich aber allmählich gelernt habe, ist fruchtbare ethnologische Arbeit nicht möglich – wenigstens mir nicht möglich – ohne das Material eines Museums. Nur an einem ethnologischen Institut, glaube ich, könnte der Dozent Erspriessliches leisten; denn ohne Demonstration vermag er bei dem Schüler weder die Grundlage wirklichen Verständnisses zu schaffen noch die Möglichkeit selbständigen Urteils, das Ziel des Unterrichts, zu erreichen. Ich muss es deshalb zur Zeit für nützlicher halten, der praktischen Forschung zu dienen als der Lehre. Ich empfehle mich mit dem Ausdruck dankbarer und verehrungsvoller Gesinnung. Karl von den Steinen Marburg, 3. März 1892“

1892 schrieb Karl von den Steinen sein Buch Die Bakairi-Sprache mit Schwerpunkt einer Parallelisierung zu einer zentralen Karaíb-Grundsprache. 1897 schrieb er das Buch Unter den Naturvölkern Zentralbrasiliens. Von August 1897 bis Februar 1898 erforschte er die Marquesas-Inseln im Pazifik. Durch seine Aufzeichnungen und späteren Bände zum Werk Die Marquesaner und ihre Kunst konnte er – wie auch Adam Johann von Krusenstern – einen Teil des Wissens über die dortige Tätowierkunst festhalten, da durch protestantische Missionare die Tätowierung in der Südsee (Marquesas, Tahiti, …) untersagt wurde. Trotz seiner Aufzeichnungen auf dieser Expedition sind die Bedeutungen der Muster nicht mehr vollständig bekannt. Ab 1900 war er – durch ein genehmigtes Extraordinariat für Ethnologie – trotz seiner fehlenden Erfahrungen der präkolumbischen Altertümer sowohl als Professor an der Berliner Universität als auch als Direktor der Amerikanischen Abteilung des Berliner Völkerkundemuseums tätig.
Karl von den Steinen entdeckte durch seine Reise in die bis dahin unbekannte Region der Quellflüsse des Xingu, eines der großen südlichen Zuflüsse des Amazonas, ein für Weiße damals völlig unbekanntes und einzigartiges Kulturareal mit etwa zwölf verschiedenen Indianerstämmen. Diese Stämme wohnten in identisch aufgebauten Häusern und Dörfern, feierten dieselben Feste, hatten gleiche Mythen und heirateten über die Grenzen des eigenen Dorfes – bei deutlich verschiedenen Sprachen.
Durch seine Werke Die Bakairi-Sprache und Unter den Naturvölkern legte er wichtige, sichere und dauerhafte Grundlagen für eine anspruchsvolle und lebendige ethnologische Forschung Brasiliens und löste durch seine Sprachforschung der Bakairí-Sprache im Kontext des Tupí-Bestandteil-freien Karaiben-Dialektes und seine Neueinteilung der Indianerstämme in die vier großen Gruppen Aruak, Gé, Karaíb und Tupí, sowie in mehrere kleine Gruppen die bis dahin geltende Einteilung durch die Guck-Theorie von Carl Friedrich Philipp von Martius ab.
Karl von den Steinen entwickelte sich vom Studium der Medizin und dem beruflichen Hintergrund des Psychiaters auf seinen Forschungsreisen in Südamerika zum Ethnologen (die akademische Wissenschaft der Ethnologie befand sich zu diesem Zeitpunkt erst im Entstehen). Die Schwerpunkte seiner Forschungstätigkeit – durch seine früheren Tätigkeiten geprägt – waren das Denken, das geistige Leben, das Erscheinungsbild, die kulturellen Aspekte (Ernährung, Feste, Musikinstrumente, Ornamente, Waffen und Werkzeuge) und die Erfassung und Interpretation der Sitten der Einwohner der verschiedenen Stämme. Auf Grund seiner Erfahrung bereiste er bevorzugt die Dörfer alleine oder in einer relativ kleinen Reisegruppe (ohne Soldaten), da er Angst hatte, dass die Forschungsergebnisse durch das Erscheinen von Soldaten und Waffen verfälscht werden könnten.
Karl von den Steinen arbeitete über viele Jahrzehnte gemeinsam mit Adolf Bastian am Museum für Völkerkunde in Berlin, durch den er zu seinen völkerkundlichen Forschungsreisen inspiriert wurde. Karl von den Steinen war ein praxisnaher und anwendungsorientierter Wissenschaftler und widmete sich in hohem Maße der Feldforschung. Seine wichtigsten Leistungen waren die Erkenntnisse der Sprachforschung und Klassifizierung der Stämme im Xingu-Quellgebiet. Zudem war seine Analyse des Bakairí-Idioms mit einem erstellten Wörterverzeichnis relevant; wie auch die damit verbundene Schlussfolgerung, dass es sich bei den Bakairí um ein Karaibenvolk handelt. Durch seine zwei Xingu-Expeditionen konnte er an die 2000 Ethnographica für das Berliner Museum zusammentragen. Außerdem trug er maßgebend zur geografischen Erforschung des Xingu-Quellgebiets durch kartografische Erfassung und Festlegung des Flussverlaufes des Xingu bei.
Durch die zwei von Karl von den Steinen geleiteten Xingu-Expeditionen und die daraus resultierenden wissenschaftlichen Ergebnisse wurden bis dato vier weitere Forschungsreisen in dieses Gebiet durchgeführt.
Karl von den Steinen war Mitglied der Berliner Gesellschaft für Anthropologie, Ethnologie und Urgeschichte. 1889 wurde er Mitglied der Leopoldina. Im Jahr 1894 erhielt er die Cothenius-Medaille der Leopoldina.

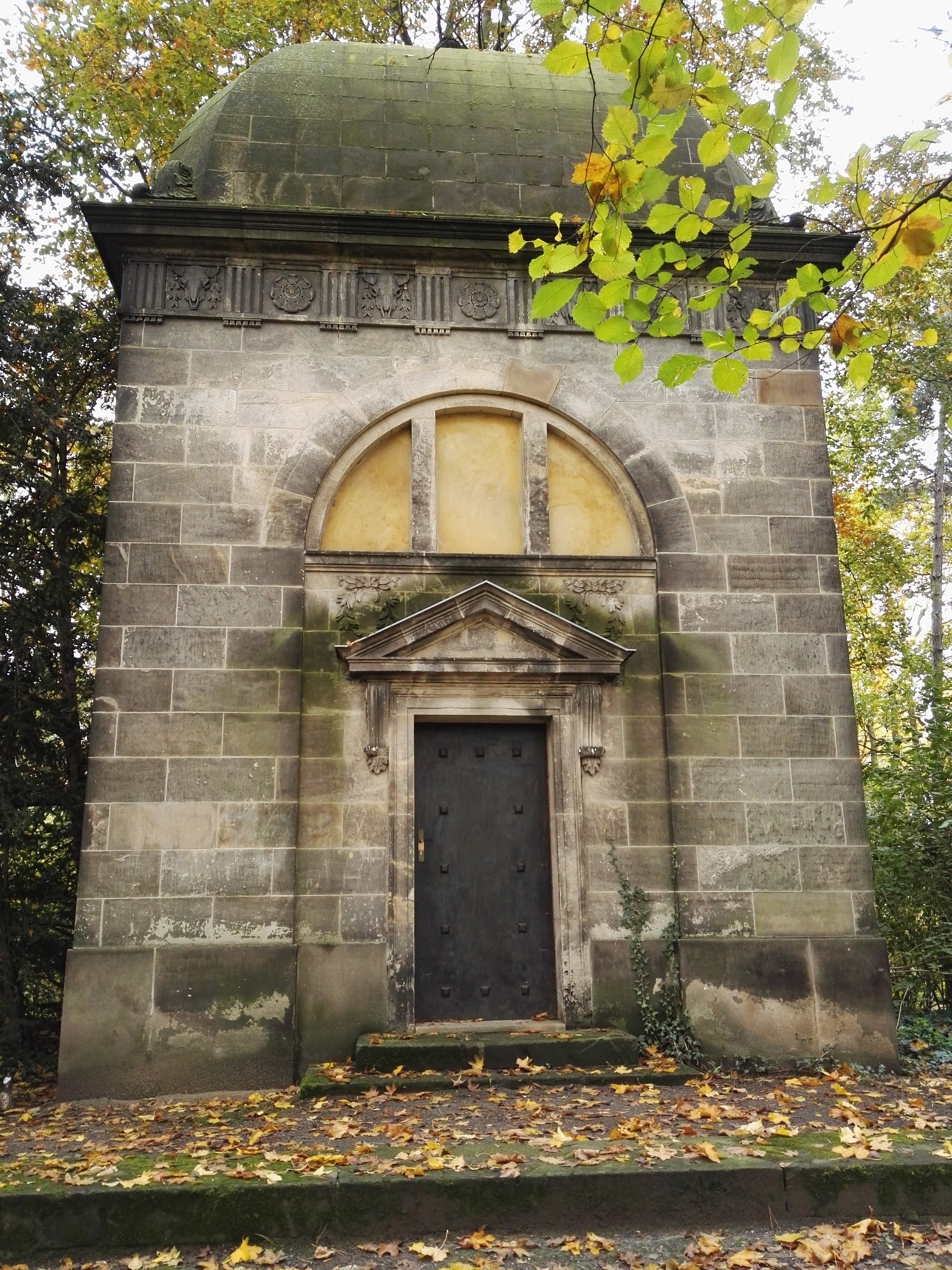
Kolumbarium

Am 4. November 1929 verstarb Karl von den Steinen in Kronberg (Taunus) und wurde auf dem Central-Friedhof Friedrichsfelde, hinter der Feierhalle in einem Familien-Kolumbarium, an der Ostgrenze beigesetzt. In der Grabstätte liegt auch sein Schwager Ernst Vohsen begraben.

## Familie
Friedrich Wilhelm Karl von den Steinen heiratete Lore Herzfeld, deren Schwester Marie die Ehefrau von Ernst Vohsen war. Karl von den Steinen war Vater von Helmut von den Steinen (* 6. Dezember 1890 in Marburg; † 26. November 1957 auf Rhodos, Essayist und Literaturübersetzer), Wolfram von den Steinen (* 23. November 1892 in Alsen am Wannsee; † 20. November 1967 in Basel, Professor für mittelalterliche Quellenkunde und Allgemeine Geschichte des Mittelalters), Diether von den Steinen (* 1. Februar 1903 in Berlin; † 8. September 1954 in Washington, D.C., Sinologe und Ethnologe) sowie der Töchter Herlinde (1893–1967), Runhilt (1897–1976), Ursula (1904–1987) und Marianne von den Steinen (1906–1997) und damit Schwiegervater von Karl Schefold (* 26. Januar 1905 in Heilbronn; † 16. April 1999 in Basel), Professor für klassische Archäologie.

## Forschungsreisen

### 1879–1881: Eine Reise um die Erde
Von 1879 bis 1881 ging Karl von den Steinen auf eine Reise um die Erde. Die Reise führte ihn dabei über Mexiko nach Kalifornien, Japan und Java, Indien und Ägypten. Bei seiner Überfahrt von Nordamerika nach Australien im Jahr 1890 durchquerte er dabei die Inselwelt der Südsee und besuchte die Hawaiischen Inseln, Samoa, Tonga, Fidschi und Neuseeland. Hierbei studierte er die Behandlung von psychischen Krankheiten in den damaligen Kulturstaaten. Später wird Karl von den Steinen diese Reise, bei der er den Zauber der oceanischen Inselwelt und ihrer sorglosen Bevölkerung mit aller Empfänglichkeit der Jugend genossen hatte, als Grund für seinen Wunsch, auch Teile des südöstlichen Polynesiens kennen zu lernen, nennen.

### 1882–1883: Erste deutscheInternationale Polarjahr-Expeditionnach Südgeorgien

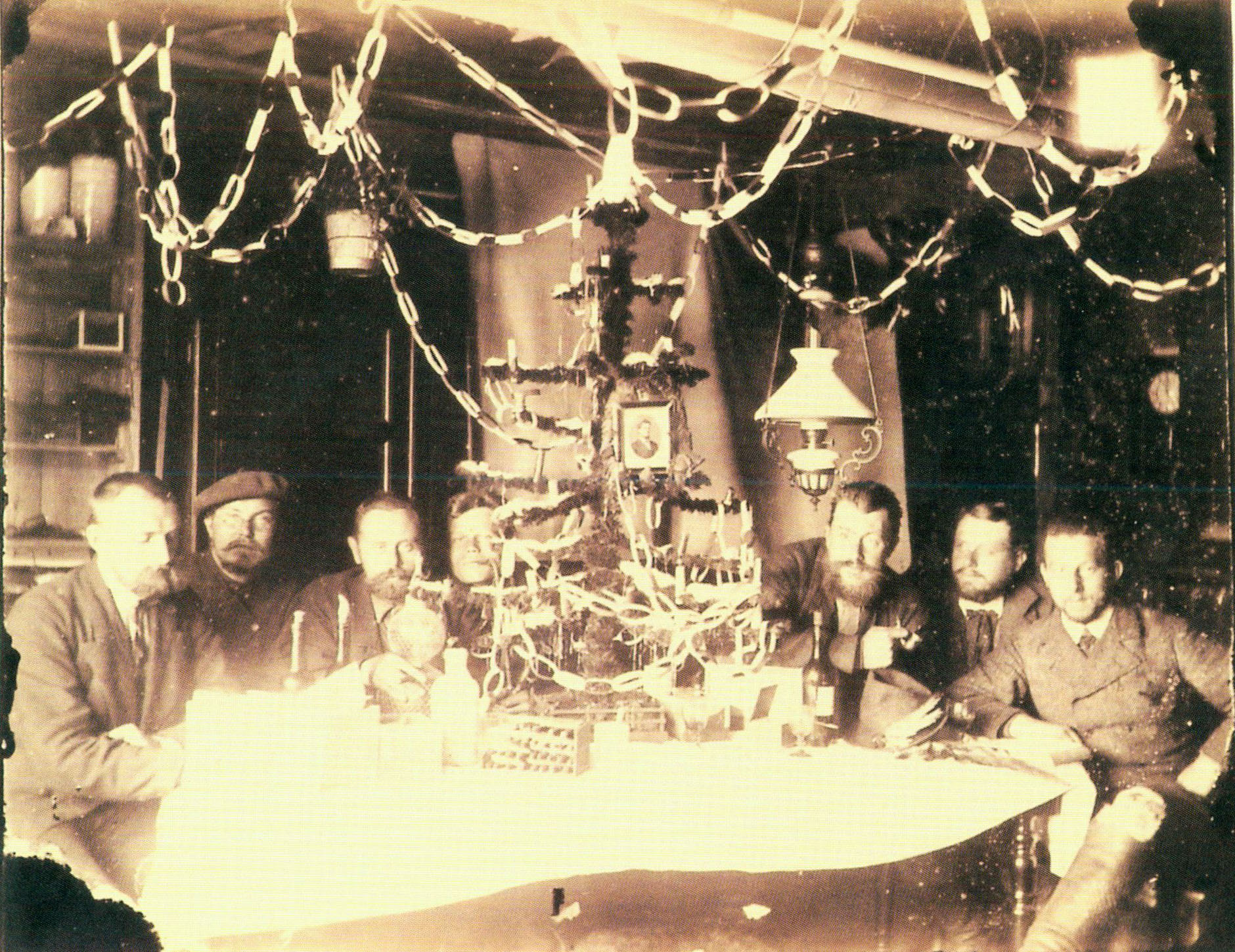
Weihnachten 1882 am Moltke-Hafen: Schrader, Vogel, von den Steinen, Zschau, Mosthaff, Will, Clauss (von links)

Vom 1. August 1882 bis 31. August 1883 fand das Erste Internationale Polarjahr statt, das am 18. September 1875 durch Carl Weyprecht (1838–1881, ehemaliger deutscher Marineoffizier im österreichischen Dienst) initiiert worden war. Unterstützung erhielt er durch Georg von Neumayer (1826–1909, Direktor der Deutschen Seewarte und Organisator und Förderer von nationalen und internationalen Forschungsreisen). Deutschland errichtete während der Internationalen Polarjahr-Expeditionen zwei Stationen. Die erste wurde am Kingua-Fjord im Cumberland Sound (Baffin Island, Kanada), die zweite am Moltke-Hafen in der Royal Bay, Südgeorgien (Südwestatlantik, Subantarktis), errichtet. Neben Deutschland nahmen elf weitere Nationen mit insgesamt zwölf weiteren Expeditionen teil. Das allgemeine Ziel war die Ermittlung von Klima- und geophysikalischen Daten durch gleichzeitige meteorologische, magnetische und Bodenmessungen. Dabei wurden in allen Stationen die gleichen Messgeräte eingesetzt. Zusätzliches Ziel der Forschungsreise war die Beobachtung des sehr seltenen Venustransits vor der Sonne am 6. Dezember 1882.
Die Expedition, an der Karl von den Steinen als Arzt und Zoologe teilnahm, bestand zudem aus den Mitgliedern Carl Schrader (Expeditionsleiter), Peter Vogel (1856–1915), Otto Clauss (Astronom und Physiker), Hermann Will (Botaniker und geologischer Sammler), Eugen Mosthaff (Ingenieur und Maler), sowie jeweils aus einem Mechaniker, Koch, Tischler, Segelmacher und Bootsmann. Das Passagierschiff lief am 3. Juni 1882 aus Hamburg aus und erreichte Montevideo am 4. Juli 1882. In Montevideo wechselte die Expedition auf die Korvette Moltke unter Kapitän Pirner und sichtete am 12. August 1882 zum ersten Mal Südgeorgien. Nach acht Tagen mit schlechten Wetterbedingungen erreichten sie einen geeigneten weitläufigen Hafen in der Royal Bay an der Nord-Ost-Küste der Insel. Als sie angekommen waren, errichteten sie mit Hilfe von 100 Seeleuten die Materiallager und brachten 40 Tonnen Kohle an Land. Zudem errichteten sie Holzhütten, das Observatorium zur Beobachtung des Venustransits, Schuppen für die Geräte und einen Stall für drei Rinder, 17 Schafe, 6 Ziegen und 3 Zicklein. Am 3. September war der Aufbau der Station abgeschlossen. Im Anschluss verließ Kapitän Pirner mit der Moltke die Insel. Während des folgenden Jahres erfolgten geregelte meteorologische Beobachtungen, Messungen des Magnetismus und astronomische Beobachtungen. Das Ufer der Royal Bay und die äußere Küste zum Norden wurden erforscht. Zudem erfolgten kleinere Bergbesteigungen und Besichtigungen zweier großer Gletscher, die in die Royal Bay münden. Am 1. September 1883 lief die Korvette Marie unter Kapitän Krokisius in den Hafen in der Royal Bay ein. Am 6. September 1883 verließ die Expedition auf der Marie die Insel in Richtung Montevideo.

### 1884: Erste Expedition in das Xingu-Gebiet (Brasilien)

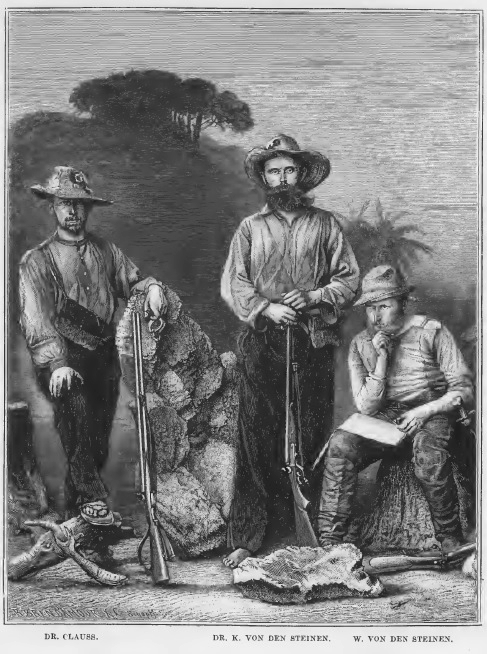
Johannes Gehrts: Otto Clauss, Karl von den Steinen, Wilhelm von den Steinen auf der ersten Expedition in das Xingu-Gebiet (1883)

Auf der Rückreise der Südpolarexpedition im Februar 1884 trennte er sich von dieser und begab sich nach Asunción, um sich mit dem Maler, Graphiker und Vetter Wilhelm von den Steinen  sowie weiteren Personen – vorwiegend brasilianischen Soldaten – auf die Reise von Buenos Aires über Cuiabá zum Quellgebiet des Batovi-Flusses (einem Nebenfluss des Xingu an dessen Oberlauf) zu begeben.
Das primäre Ziel dieser Forschungsreise stand zunächst in einem wirtschaftlichen Kontext. Aufgabe war es, einen möglichen schiffbaren Weg über einen der vielen Flüsse im damals weit unbekannten Gebiet des Rio Xingu – dem mit ca. 2000 km Länge zweitgrößten Strom Brasiliens – zu finden, damit ein Warentransport zwischen der rohstoffreichen Zentralprovinz Mato Grosso und dem bedeutenden Handelsplatz Pará, dem heutigen Belém, möglich wird. Dieses Ziel konnte jedoch wegen vielen diversen Problemen und vor allem den starken Strömungen nicht erreicht werden.
Die Forscher folgten bei ihrer gefährlichen, entbehrungsreichen und Wochen andauernden Reise dem Flusslauf bis zur Mündung in den Xingu-Fluss und danach bis zum Amazonas. Dort trafen sie als erste Weiße (caraibas) auf eine einzigartige Kultur in einem Areal von ca. zwölf sich ähnelnden und doch verschiedenen Indianerstämmen. Hierbei schloss Karl von den Steinen die ersten Kontakte zu den bis dahin unbekannten Bakairi- und Kustenau-Indianern. Die Indianer der Stämme wohnten hierbei in identischen Häusern und zelebrierten gleiche Feste und Mythen – bei von Dorf zu Dorf gänzlich verschiedenen Sprachen. Die Frauen und Männer heirateten über die Grenzen der Sprache und Dörfer hinweg.
Die Erfahrungen und Ergebnisse dieser Reise veröffentlichte er nach Rückkehr von dieser Forschungsreise 1886 in seinem Werk Durch Zentralbrasilien.

### 1887–1888: Zweite Expedition in das Xingu-Gebiet (Brasilien)
Im Januar 1887 begann die zweite Xingu-Expedition. Auf dieser Reise wurde er vom Berliner Anthropologen und Ethnologen Paul Ehrenreich begleitet. Jedoch galt dieses Mal das Interesse den Anwohnern des Culiseu-Flusses. Er wurde zunächst durch den Ausbruch der Cholera 1887 am Paraguay aufgehalten. Dadurch ergab sich ihm aber die Gelegenheit, die Sambaquis im heutigen Bundesstaat Santa Catarina zu besuchen und zu erforschen. Am 16. Juli traf er in Cuiabá ein.
Er erforschte bei dieser Xingu-Expedition eine Vielzahl von Stämmen im östlichen Quellgebiet des Xingu und hatte hierbei zum ersten Mal Kontakt mit den Awetí.
„Die Ergebnisse der zweiten deutschen Xingu-Expedition waren bedeutend. Nicht nur die geographischen Kenntnisse über die Provinz Mato Grosso wurden durch die kartographischen Aufnahmen, Messungen und Bestimmungen beträchtlich erweitert, sondern auch von der indianischen Bevölkerung des Xingu-Quellgebietes konnten umfangreiche Sammlungen, Texte, Grammatiken und andere Materialien mitgebracht werden. Neun verschiedene Stämme wurden aufgesucht.“
Überaus wertvoll ist das darin enthaltene Material zur Mythologie der Bakairi, Paressí, Bororo und Trumai.
Die Erfahrungen und Ergebnisse dieser zweiten – mit den Erfahrungen der ersten – Xingu-Expedition veröffentlichte er später in seinem 1892er Werk Die Bakaïrísprache und 1897er Werk Unter den Naturvölkern Zentralbrasiliens.
Karl von den Steinen kehrte im August 1888 nach Europa zurück.

### 1897–1898: Expedition zu den Marquesas

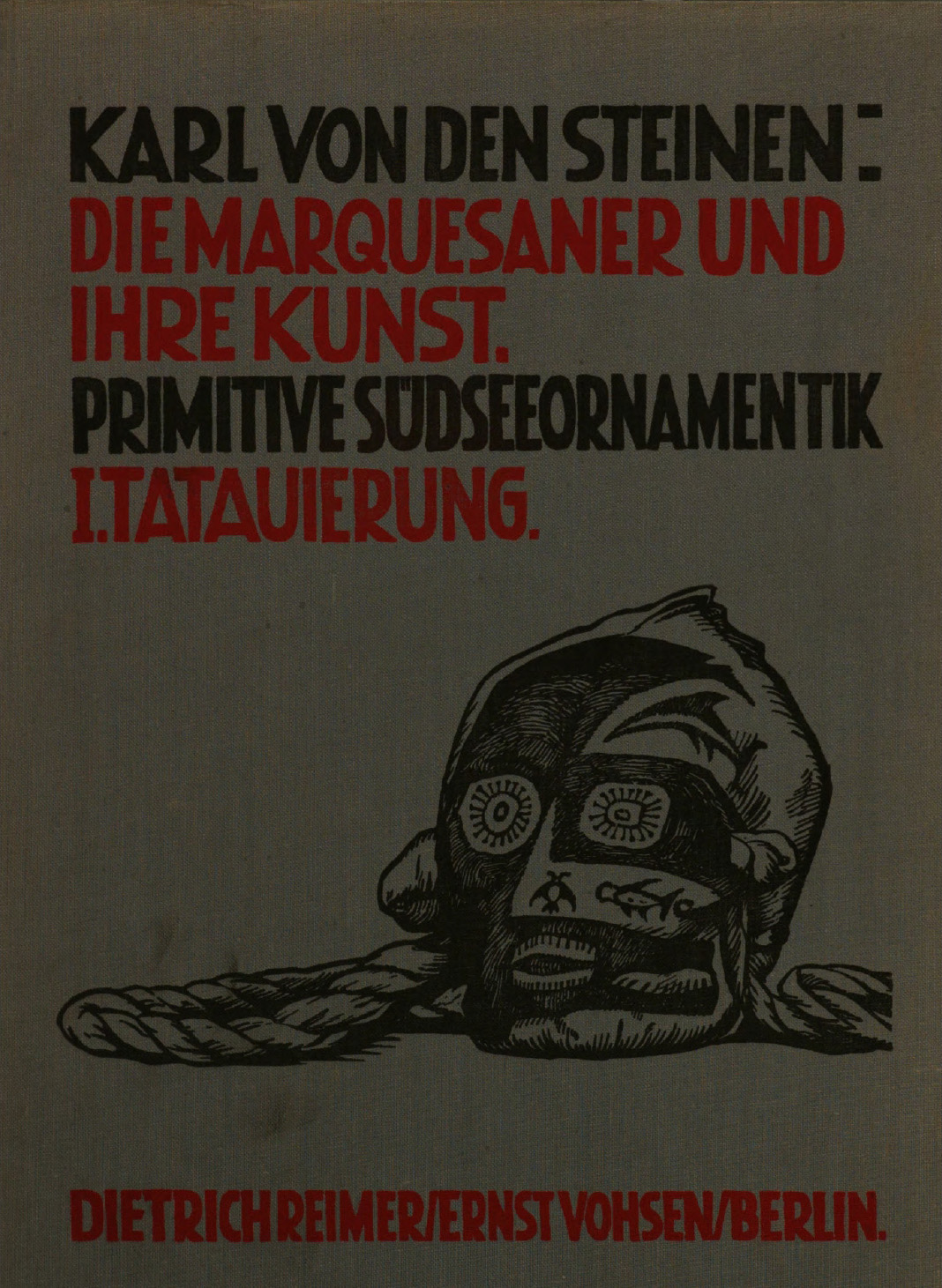
Karl v. d. Steinen: Die Marquesaner und ihre Kunst Bd. 1, Cover

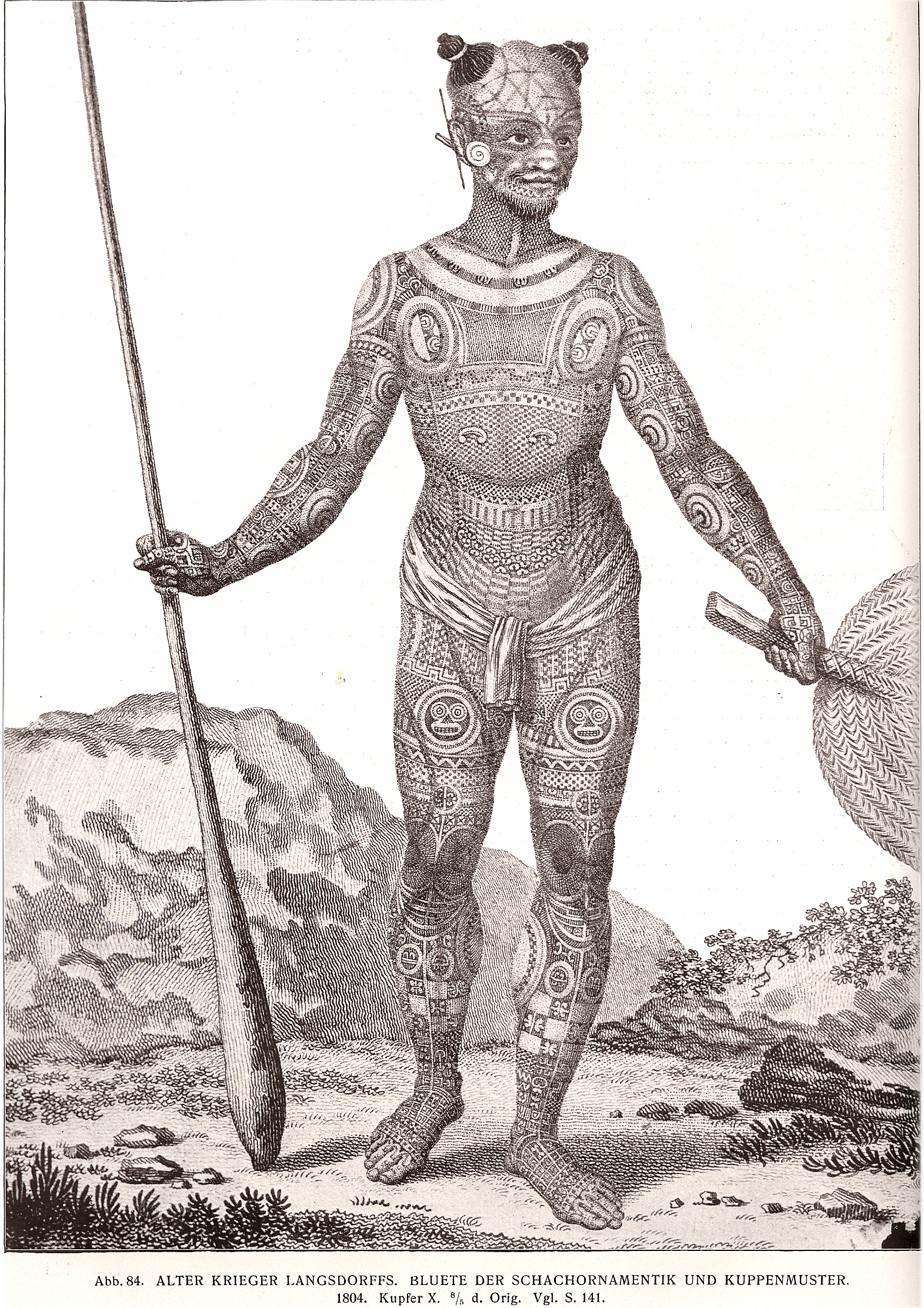
Tätowierter Krieger (Bd. 1, S. 142)

Von August 1897 bis Februar 1898 bereiste Karl von den Steinen im Auftrag des Ethnologischen Hilfskomitees unter Vorsitz von Valentin Weisbach die Südseeinseln Marquesas, um dort für das Berliner Völkerkundemuseum eine möglichst vollständige Sammlung anzulegen. Seine Reise zu den Marquesas erfolgte mittels eines Segelschiffes, ausgehend von San Francisco. Seine Heimreise führte dann über Tahiti, Rarotonga, Auckland, Apia und Honolulu dorthin zurück.
In den Jahren vor und nach seiner Reise auf die Marquesas-Inseln sammelten Europäer Artefakte und Kunstgegenstände, um sie in alle Teile der Welt zu exportieren. Auf diese Weise gelangten sehr viele Kulturgegenstände wie Speere, Statuen, Holzschnitzarbeiten etc. in Museen, aber auch in private Sammlungen.
Wegen des Verbots durch die damalige französische Besetzung und die Missionare waren Tätowierkunst, religiöse Zeremonien, Tänze, Gesänge und Trommeln lange Zeit untersagt.
Karl von den Steinen erfasste die Motive der Körperbemalung der älteren oft von Kopf bis Fuß tätowierten Bewohner und dazu die Bedeutung der verschiedenen Motive. Aufgrund von Befragungen der älteren Einwohner machte er Aufzeichnungen über ihre Legenden, Rituale und Mythen.
Nach seiner Reise arbeitete er noch mehr als 20 Jahre an der Fertigstellung seines dreibändigen Meisterwerkes Die Marquesaner und ihre Kunst, dessen letzter Band 1928 publiziert wurde.
Die Aufzeichnungen Karl von den Steinens dienen nach der Neuentdeckung der Tätowierkunst auf den Marquesas-Inseln als Vorlage. Großteils ihm ist zu verdanken, dass ein erheblicher Teil des Wissens über die Tätowierkunst der Marquesas-Insulaner bewahrt werden konnte.

## Ehrungen
- Nach Karl von den Steinen ist der Rio von den Steinen benannt,[18] einer der fünf Quellflüsse des Xingu.[19]
- 1886: Carl-Ritter-Medaille

## Rezeption
Von den Steinens Beschreibungen der mythischen Fähigkeiten der Tiere waren unter anderem von großem Einfluss auf die Anschauungen des französischen Philosophen Lucien Lévy-Bruhl (La Mythologie Primitive) über das Verhältnis der Menschen zu den Tieren und das Wesen der Verwandlung. Auch Elias Canetti (Masse und Macht) wurde durch sein Werk beeinflusst.

## Zitate
- „Bei Weitem der wichtigste Fall von dem Mangel begrifflicher Scheidewände, der unserm Empfinden und Denken gleichsam am schwersten zugänglich ist, betrifft das Verhältnis des Menschen zu den Tieren und der einzelnen Tiergattungen zueinander.“ (Unter den Naturvölkern Zentral-Brasiliens, S. 351)
- „Wir müssen uns die Grenzen zwischen Tier und Mensch vollständig wegdenken.“  (Ebd., S. 351)
- „Die Bororó rühmen sich selbst, dass sie rote Araras seien.“  (Ebd., S. 352)
- „Das Gewöhnliche ist, dass der Bororó nach seinem Tode, Mann oder Frau, ein roter Arara wird, also ein Vogel wie die Seele im Traum. […] Die Verstorbenen anderer Stämme werden andere Vögel.“ (Ebd., S. 511 f.)
- „Der Indianer hat ja in Wahrheit die wichtigsten Teile seiner Kultur von den Personen erhalten, die wir Tiere nennen, und ihnen muss er sie noch heute wegnehmen.“  (Ebd., S. 354)
- „Ein grosser Teil der Naturerklärung der Bakaïrí beruht auf der Voraussetzung des Hexens. Sie haben keine Entwicklung, sondern nur Verwandlung.“ (Ebd., S. 362, Abschnitt „Verwandlung“)
- „Die Bakairi (brasilianische Indianer) glauben, daß die Trumai zugleich eine Art von Raubfisch seien und nachts auf dem Grunde der Gewässer schlafen, während sie selbst ihre Abstammung dem Jaguar ableiten.“ (R. Hotz, zitiert von Jacob Burckhardt, in: Griechische Kulturgeschichte, Dritter Abschnitt (Religion und Kultus): „Die Metamorphosen“)

## Schriften
- Durch Central-Brasilien: Expedition zur Erforschung des Schingú im J. 1884. Brockhaus, Leipzig 1886; Reprint: Fines Mundi, Saarbrücken 2006 (Digitalisat)
- Die Bakaïrí-Sprache: Wörterverzeichnis, Sätze, Sagen, Grammatik; mit Beiträgen zu einer Lautlehre der karaïbischen Grundsprache. Koehler, Leipzig 1892 (Digitalisat)
- Unter den Naturvölkern Zentral-Brasiliens. Reiseschilderungen und Ergebnisse der zweiten Schingú-Expedition 1887–1888. Geographische Verlagsbuchhandlung von Dietrich Reimer, Berlin 1894 (Digitalisat und Volltext im Deutschen Textarchiv)

Reprint: Fines Mundi, Saarbrücken 2006
- Rudolf Virchow und die Anthropologische Gesellschaft. 1921
- Die Marquesaner und ihre Kunst: Studien über die Entwicklung primitiver Südseeornamentik nach eigenen Reiseergebnissen und dem Material der Museen. 3 Bände, Reimer, Berlin 1925–1928; Reprint: N.Y. 1969; Reprint: Fines Mundi, Saarbrücken 2006 (Digitalisate von Bd. 1 und 2 (Bodleian Libraries).), Band 2
  - Band 1 Tatauierung: mit einer Geschichte der Inselgruppe und einer vergleichenden Einleitung über den polynesischen Brauch. 1925
  - Band 2 Plastik: mit einer Einleitung über die „Materielle Kultur“ und einem Anhang „Ethnographische Ergänzungen“. 1928
  - Band 3 Die Sammlungen. 1928

## Herausgeberschaft
- Das Ausland. Wochenschrift für Erd- und Völkerkunde (ab dem 2. Quartal 1890 von Karl von den Steinen herausgegeben)

## Porträt
- Fotografie von Wilhelm Höffert, Kabinettformat(?), rückwärtig handschriftlicher Text für die Société de Géographie, Paris, datiert 15. decembre 1886, (Bibliotheque Nationale de France, bnf)